# Successione di Rudin-Shapiro
In matematica la successione di Rudin–Shapiro, nota anche come successione di Golay–Rudin–Shapiro è una sequenza automatica infinita; prende il nome da Marcel Golay, Walter Rudin e Harold S. Shapiro, che hanno studiato le sue proprietà indipendentemente uno dall'altro.

## Definizione
Ogni termine della successione di Rudin–Shapiro è o +1 o −1. Il termine n-esimo della successione, bn, è definito dalle regole:
{\displaystyle a_{n}=\textstyle \sum \varepsilon _{i}\varepsilon _{i+1}}
{\displaystyle b_{n}=(-1)^{a_{n}}}
dove εi sono le cifre della rappresentazione in base 2 di n. In questo modo an conta il numero di occorrenze della sottostringa 11 (comprese le stringe sovrapposte) nella rappresentazione binaria, e bn vale +1 se an è pari e −1 se an è dispari.
Ad esempio a6 = 1 e b6 = −1 perché la rappresentazione binaria di 6 è 110, che contiene una occorrenza di 11; invece, a7 = 2 e b7 = +1 perché la rappresentazione binaria di 7 è 111, che contiene due occorrenze (sovrapposte) di 11.
Cominciando con n = 0, i primi termini della successione an sono:
0, 0, 0, 1, 0, 0, 1, 2, 0, 0, 0, 1, 1, 1, 2, 3, ...
e i corrispondenti termini della successione bn di Rudin–Shapiro sono:
+1, +1, +1, −1, +1, +1, −1, +1, +1, +1, +1, −1, −1, −1, +1, −1, ...

## Proprietà
La successione di Rudin–Shapiro può essere generata da un automa a quattro stati.
La definizione ricorsiva è
{\displaystyle {\begin{cases}b_{2n}&=b_{n}\\b_{2n+1}&=(-1)^{n}b_{n}\end{cases}}}
I valori dei termini an e bn nella successione di Rudin–Shapiro si può trovare riscorsivamente come illustrato di seguito: se n = m·2k, dove m è dispari allora
{\displaystyle a_{n}={\begin{cases}a_{(m-1)/4}&{\text{se }}m=1\mod 4\\a_{(m-1)/2}+1&{\text{se }}m=3\mod 4\end{cases}}}
{\displaystyle b_{n}={\begin{cases}b_{(m-1)/4}&{\text{se }}m=1\mod 4\\-b_{(m-1)/2}&{\text{se }}m=3\mod 4\end{cases}}}
Quindi a108 = a13 + 1 = a3 + 1 = a1 + 2 = a0 + 2 = 2, come si può verificare osservando che la rappresentazione binaria di 108 è 1101100, che contiene due sottostringhe 11; da questo b108 = (−1)2 = +1.
La parola di Rudin–Shapiro +1 +1 +1 −1 +1 +1 −1 +1 +1 +1 +1 −1 −1 −1 +1 −1 ..., che si crea concatenando i termini della successione, è un punto fisso del morfismo (insieme di regole di sostituzione delle stringhe)
+1 +1  →  +1 +1 +1 −1
+1 −1  →  +1 +1 −1 +1
−1 +1  → −1 −1 +1 −1
−1 −1  → −1 −1 −1 +1
come segue:
+1 +1 → +1 +1 +1 −1 → +1 +1 +1 −1 +1 +1 −1 +1 → +1 +1 +1 −1 +1 +1 −1 +1 +1 +1 +1 −1 −1 −1 +1 −1 ...
Si può vedere che da queste regole che la stringa di Rudin–Shapiro contiene al più quattro simboli +1 consecutivi e al più quattro simboli -1 consecutivi.
Della successione delle somme parziali della successione di Rudin–Shapiro, definita da
{\displaystyle s_{n}=\sum _{k=0}^{n}b_{k}\,,}
con valori
1, 2, 3, 2, 3, 4, 3, 4, 5, 6, 7, 6, 5, 4, 5, 4, ... (EN) Sequenza A020986, su On-Line Encyclopedia of Integer Sequences, The OEIS Foundation.
si può dimostrare che soddisfa la diseguaglianza
{\displaystyle {\sqrt {\frac {3n}{5}}}<s_{n}<{\sqrt {6n}}{\text{ per }}n\geq 1\,.}